# Brodersby-Goltoft
Brodersby-Goltoft (ausgesprochen: Brodersbü-Goltoft) ist eine Gemeinde im Kreis Schleswig-Flensburg in Schleswig-Holstein. Die Ortskerne sind Klein-Brodersby (dänisch: Lille Brodersby) und Groß-Brodersby (Store Brodersby). Burg/Missunde (Borg/Mysunde), Geel (Gejl), Geelbyholz (Gejlbyholt), Goltoft, Hellör (Hellør), Knös (Knøs, auch Knuds Næs) und Norderfeld (Nørremark) sowie Royum (Røjem oder Rojum) liegen im Gemeindegebiet.

## Geographie
Brodersby liegt in Angeln an der Großen Breite und der Missunder Enge der Schlei. Seit 1995 ist Brodersby ein anerkannter Erholungsort.

## Eingemeindungen
Am 1. Februar 1974 wurde die Nachbargemeinde Geel eingegliedert.
Am 1. März 2018 wurde die Nachbargemeinde Goltoft in die Gemeinde Brodersby eingegliedert, woraufhin die Gemeinde ihren heutigen Namen erhielt.

## Geschichte
Der Ortsname Brodersby wurde 1268 erstmals erwähnt und bedeutet Dorf, Siedlung des Broder, der mit dem Appellativ Bruder (dän. broder, ndt. Broder) identisch ist. Goltoft wurde 1386 erstmals erwähnt  und bedeutet Siedlungsplatz in unfruchtbarem Gelände zu dän. gold für unfruchtbar (vgl. altnordisch gelgja) und toft für einen Siedlungsplatz.
Der Ortsname Geel (dän. Gejl) wurde 1383 erstmals erwähnt. Der Name verweist als dialekte Form des Angeldänischen entweder auf Besenginster (dän. gyvel) oder beschreibt als ursprünglicher Gewässername den Geeler Bach. Im letzteren Fall ginge der Name auf das altdän. *gælda für unfruchtbar zurück und meint vermutlich die Fischarmut des Gewässers. Hellör (Hellør) geht auf dän. hæld für Abhang, Neigung und -ør für eine Halbinsel zurück. Der Ortsname Knös beschreibt entweder eine Anhöhe (vgl. Knøsen in Vendsyssel) oder ist eine Zusammenziehung von Knuds Næs oder Knuds Ås (vgl. dän. Ås → Os), der Name verweist demnach auf Knud Laward. Gegenüber der Halbinsel Knös wurde entsprechend früher ein nach dem ermordeten König Erik benanntes Haus Erikshus verortet. Royum fand erstmals 1542 schriftliche Erwähnung. Der Ortsname geht auf altdän. *ruth, roth (mitteldän. roj, neudän. rød) für eine Rodung zurück.

## Politik

### Gemeindevertretung
Bei der Kommunalwahl am 14. Mai 2023 wurden insgesamt neun Sitze vergeben. Diese fielen erneut alle an die Wählergemeinschaft Brodersby-Goltoft. Die Wahlbeteiligung betrug 64,6 %.

### Wappen
Blasonierung: „Von Blau und Gold schräg geviert. Oben eine silberne Möwe im Flug, unten in Frontalansicht der abwechselnd silbern und schwarz geplankte Steven eines Schiffes.“

## Wirtschaft

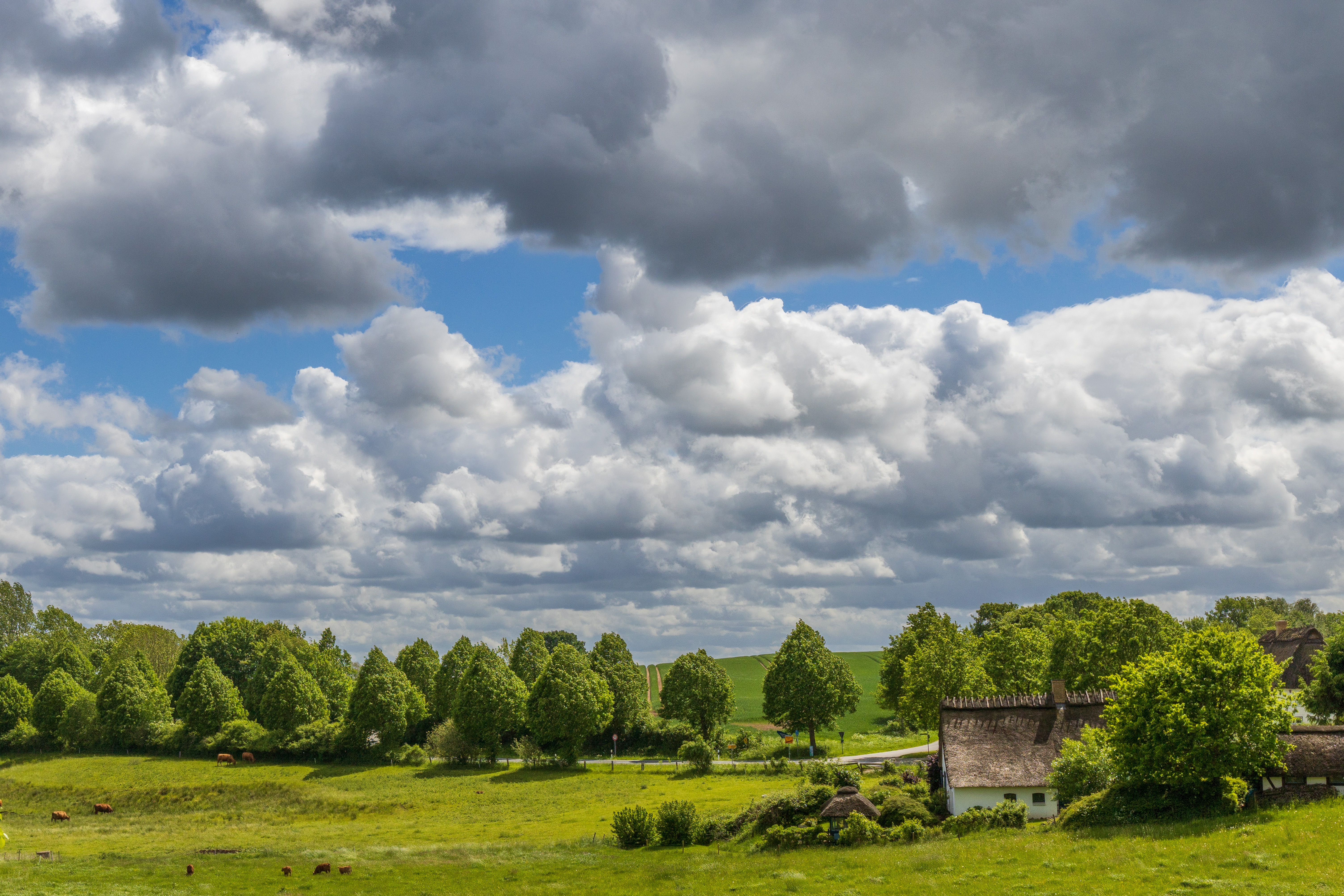
Landschaft bei Brodersby-Goltoft

Neben der Landwirtschaft ist der Tourismus für Brodersby eine wichtige Einnahmequelle. An der Schlei gibt es einen Badestrand, Wassersportmöglichkeiten, einen Yachthafen, einen Campingplatz und ein Restaurant. Im Ortskern befinden sich ein Bäcker und ein kleiner Lebensmittelladen mit Post.

## Sehenswürdigkeiten

### Burg
Auf der plateauartigen Anhöhe der südlich von Brodersby gelegenen Halbinsel gegenüber vom Missunder Fährhaus hat eine Befestigung gestanden, noch heute ist der Flurname Burg erhalten. Die Befestigung, die zum Schutz vor den Wenden dienen sollte, soll im Jahr 1120 errichtet worden sein. Am Nordrand wurde später der Margarethenwall errichtet, der nur noch teilweise erhalten ist.
Obwohl Burg sowohl landwirtschaftlich genutzt wurde und bewohnt war, als auch als Zufluchtsort in Kriegszeiten diente, wurde es erst 1899 an das Straßennetz angeschlossen.

### Margarethenwall
Der Margarethenwall ist nach der 1283 verstorbenen dänischen Königin Margaretha benannt, die mit Christoph I. von Dänemark verheiratet war. Nach dem Tod der schwarzen Griet (niederdeutsch: de swarte Gret, dänisch: Sorte Grethe) im Flensburger Hafen (vgl. auch Sage vom Tod der Königin Margarethe im Flensburger Hafen) soll der Sage nach ihr Geist am Margarethenwall in Brodersby, der nach ihr benannt wurde, des Öfteren gesehen worden sein.

### St.-Andreas-Kirche

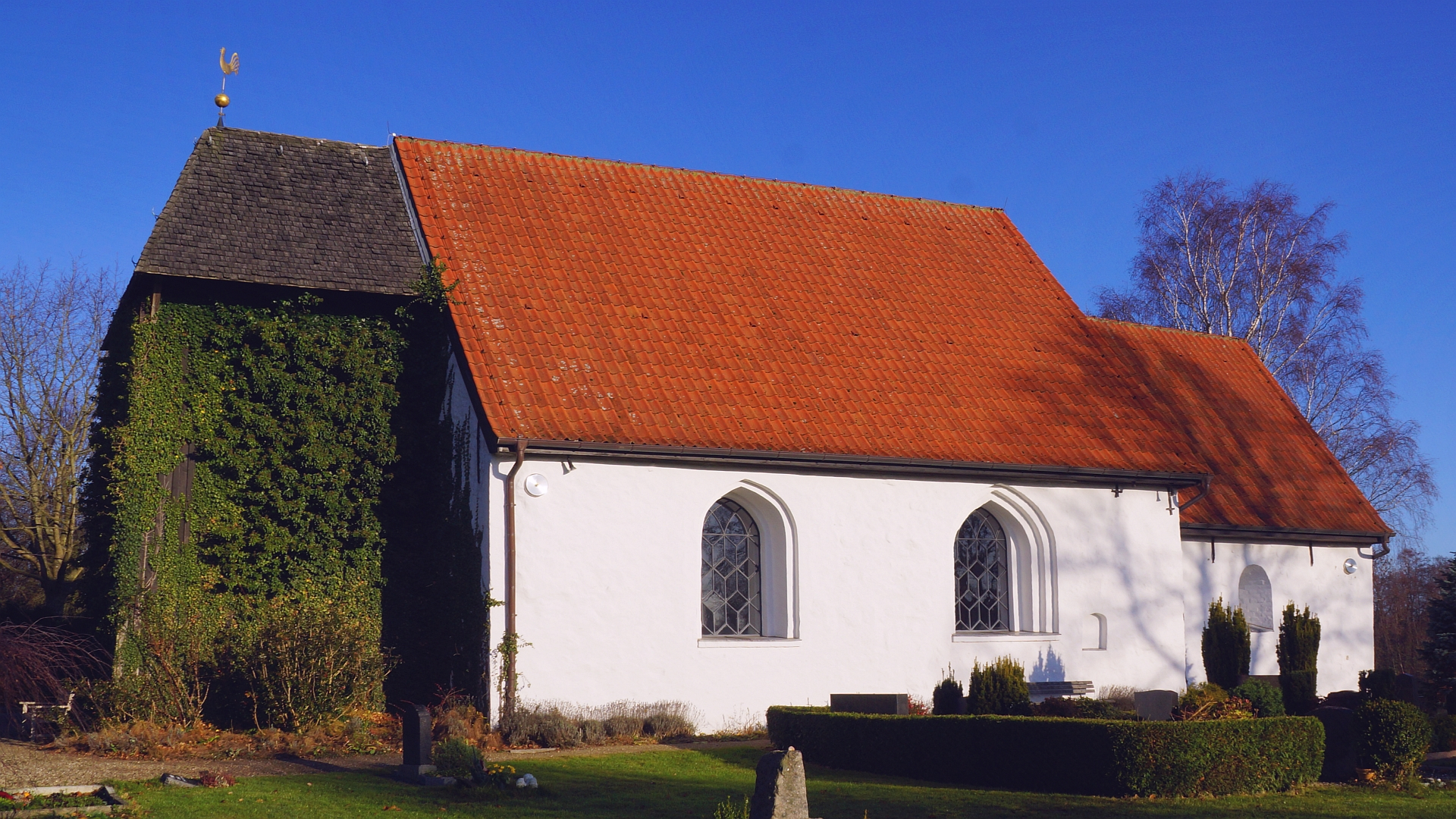
Die St.-Andreas-Kirche (2018)

Die St.-Andreas-Kirche in Brodersby wurde wahrscheinlich schon im dritten Viertel des 12. Jahrhunderts auf einer heidnischen Kultstätte erbaut. Sie ist die am ursprünglichsten erhaltene Kirche in Angeln.
Auf dem Friedhof befinden sich Grab- und Gedenkkreuze für dänische und deutsche Gefallene der Gefechte von Missunde 1850 und 1864.